# Chiro Kasa
Chiro Kasa (auch: Chiro oder Chiro K'asa) ist eine Ortschaft im Departamento Potosí im südamerikanischen Andenstaat Bolivien.

## Lage im Nahraum
Chiro Kasa liegt in der Provinz Charcas und ist der größte Ort im Cantón Toracarí im Municipio San Pedro de Buena Vista. Die Ortschaft liegt auf einer Höhe von 4038 m in einem der Hochtäler der Cordillera Azanaques, im Quellbereich des Río Umakhata, der hier in östliche Richtung fließt.

## Geographie
Chiro Kasa liegt am Nordwestrand der bolivianischen Cordillera Central. Das Klima der Region ist ein typisches Tageszeitenklima, bei dem die mittleren Temperaturschwankungen im Tagesverlauf deutlicher ausfallen als im Jahresverlauf.
Die langjährige Durchschnittstemperatur in der Tallage beträgt 13 °C (siehe Klimadiagramm Caripuyo) und schwankt zwischen 9 °C im Juni/Juli und mehr als 15 °C von November bis März. Der Jahresniederschlag liegt bei knapp 500 mm, von April bis Oktober herrscht eine Trockenzeit mit Monatsniederschlägen von weniger als 20 mm, nur im Januar und Februar werden Monatswerte von knapp über 100 mm erreicht.

## Verkehrsnetz
Chiro Kasa liegt in einer Entfernung von 348 Straßenkilometern nordöstlich von Potosí, der Hauptstadt des Departamentos.
Von Potosí führt die asphaltierte Nationalstraße Ruta 1 in nordwestlicher Richtung über 109 Kilometer bis Cruce Culta (früher Ventilla), von dort zweigt eine Streckenverbindung nach Nordosten ab und erreicht nach 33 Kilometern Macha an der Ruta 6. Von dort folgt man der Ruta 6 90 Kilometer bis zur Provinzhauptstadt Uncía.  
Hier zweigt eine unbefestigte Landstraße nach Osten ab, erreicht nach 17 Kilometern Chayanta und führt weiter in nordöstlicher Richtung weitere 60 Kilometer über Irupata nach Colloma. Von dort sind es noch einmal 27 Kilometer über Cayastia nach Ñequeta und weitere zwölf Kilometer in östlicher Richtung bis Chiro Kasa.

## Bevölkerung
Die Einwohnerzahl der Ortschaft ist in dem Jahrzehnt zwischen den beiden letzten Volkszählungen auf fast das Doppelte angestiegen:
| Jahr | Einwohner         | Quelle       |
| ---- | ----------------- | ------------ |
| 1992 | keine Detaildaten | Volkszählung |
| 2001 | 338               | Volkszählung |
| 2012 | 651               | Volkszählung |
| 2024 |                   | Volkszählung |